# Charles Lawshe
Charles Hubert Lawshe (ur. 1908, zm. 2000) – amerykański psycholog, profesor Uniwersytetu Purdue. W artykule z 1975 r. przedstawił opracowany przez siebie współczynnik trafności treściowej (CVR – ang. content validity ratio), wykorzystywany w psychometrii do badania trafności testów psychologicznych.